# Judy Kuhn
Judy Kuhn (New York, 20 maggio 1958) è un'attrice, cantante e doppiatrice statunitense, nota soprattutto per il suo lavoro nel teatro musicale di Broadway e per aver dato la voce a Pocahontas nell'omonimo film d'animazione della Disney.

## Biografia
Nel 1987 interpreta il suo ruolo più famoso, quello di Cosette nella produzione originale di Broadway del musical Les Misérables, per il quale ottiene la sua prima candidatura al Tony Award. Riprende il ruolo di Cosette anche nel concerto per il decimo anniversario del musical alla Royal Albert Hall nel 1995. 
Nel 1988 torna a Broadway nella prima produzione statunitense del musical di Benny Andersson e Björn Ulvaeus Chess, dove interpreta Florence Vassy, per il quale ottiene la sua seconda candidatura al Tony Award e una candidatura al Drama Desk Award alla miglior attrice protagonista in un musical. Nel 1994 ricopre il ruolo di Betty Shaffer nella produzione americana del musical di Andrew Lloyd Webber Sunset Boulevard, al fianco di Glenn Close e George Hearn.
Il 23 ottobre 2007 ritorna nella produzione di Broadway de Les Misérables dopo oltre vent'anni. In questa occasione è chiamata a sostituire Lea Salonga nel ruolo di Fantine, la madre di Cosette; la Kuhn rimase nella produzione finché questa non chiude a Broadway, il 6 gennaio 2008. Nel 2013 recita nell'Off Broadway in un revival del musical di Stephen Sondheim Passion, con la regia di John Doyle. Nel 2014 recita nella prima produzione del musical Fun Home, con Michael Cerveris, Beth Malone e Sydney Lucas; il musical debutta a Broadway nello stesso anno e per la sua interpretazione Kuhn viene candidata al Tony Award alla miglior attrice non protagonista in un musical. Nell'autunno 2015 torna a Broadway con Il violinista sul tetto, in cui recita con Danny Burstein. Nel 2018 torna a recitare a Londra dopo oltre vent'anni in un revival de Il violinista sul tetto, questa volta diretto da Trevor Nunn alla Menier Chocolate Factory, con Andy Nyman nel ruolo del protagonista; per la sua interpretazione nel ruolo di Golde viene candidata al Laurence Olivier Award alla migliore attrice in un musical. Nel 2020 recita nell'Off Broadway nel musical di Sondheim Assassins.
È anche insegnante di canto alla Michael Howard Studios di New York.
È sposata con lo sceneggiatore David Schwab e ha una figlia, Anna.

## Filmografia parziale

### Cinema
- Come d'incanto (Enchanted), regia di Kevin Lima (2007)
- Tick, Tick... Boom!, regia di Lin-Manuel Miranda (2021)

### Televisione
- Law & Order - I due volti della giustizia (Law & Order) - serie TV, 2 episodi (1998-2008)
- Hope & Faith - serie TV, 1 episodio (2003)
- Law & Order: Criminal Intent - serie TV, 1 episodio (2004)
- Law & Order - Unità vittime speciali (Law & Order: Special Victims Unit) - serie TV, 1 episodio (2007)
- Elementary - serie TV, 1 episodio (2012)

### Doppiaggio
- Pocahontas (1995)
- Pocahontas II - Viaggio nel nuovo mondo (1998)
- Mulan II (2004)

## Teatro (parziale)
- Pearls, colonna sonora e libretto di Nathan Gross, regia di Ran Avni. Jewish Repertory Theatre dell'Off Off Broadway (1985)
- Drood!, colonna sonora e libretto di Rupert Holmes, regia di Wilford Leach. Public Theater dell'Off Broadway, Imperial Theatre di Broadway (1985)
- Rags, colonna sonora di Charles Strouse, testi di Stephen Schwartz, libretto di Joseph Stein, regia di Gene Saks. Mark Hellinger Theatre di Broadway (1986)
- Les Misérables, colonna sonora di Claude-Michel Schönberg, libretto di Alain Boublil e Herbert Kretzmer, regia di Trevor Nunn e John Caird, Broadway Theatre di Broadway (1988)
- Chess, colonna sonora di Benny Andersson e Björn Ulvaeus, libretto di Richard Nelson, regia di Trevor Nunn. Broadway Theatre di Broadway (1988), Carnegie Hall di New York (1989)
- Aspects of Love, colonna sonora e libretto di Andrew Lloyd Webber, testi di Don Black (paroliere) e Charles Hart, regia di Trevor Nunn. Prince of Wales Theatre di Londra (1989)
- Metropolis, colonna sonora di Joe Brooks, libretto di Dusty Hughes, regia di Jérôme Savary. Piccadilly Theatre di Londra (1989)
- Two Shakespearian Actors, di Richard Nelson, regia di Jack O'Brien. Cort Theatre di Broadway (1991)
- Sunset Boulevard, colonna sonora di Andrew Lloyd Webber, libretto di Christopher Hampton e Don Black, regia di Trevor Nunn. Shubert Theatre di Los Angeles (1993)
- She Loves Me, colonna sonora di Jerry Bock, testo di Sheldon Harnick, libretto di Joe Masteroff, regia di Scott Ellis. Brooks Atkinson Theatre di Broadway (1993)
- Les Misérables: The Dream Cast in Concert, olonna sonora di Claude-Michel Schönberg, libretto di Alain Boublil e Herbert Kretzmer, regia diJohn Caird. Royal Albert Hall di Londra (1995)
- King David, colonna sonora di Alan Menken, libretto di Tim Rice, regia di Mike Ockrent. New Amsterdam Theatre di Broadway (1997)
- As Thousands Cheer, colonna sonora di Irving Berlin, libretto di Moss Hart, regia di Christopher Ashley. Greenwich House Theater dell'Off Broadway (1998)
- Strike Up the Band, colonna sonora di George Gershwin, testi di Ira Gershwin, libretto di Morris Ryskind, regia di John Rando. New York City Center di New York (1998)
- Dream True, colonna sonora di Ricky Ian Gordon, libretto e regia di Tina Landau. Vineyard Theatre dell'Off Broadway (1999)
- Eli's Comin', colonna sonora di Laura Nyro, libretto di Bruce Buschel, regia di Diane Paulus. Off Broadway (2001)
- The Baker's Wife, colonna sonora di Stephen Schwartz, libretto di Joseph Stein, regia di Rick Lombardo. John Hancock Hall di Boston (2002)
- Funny Girl, colonna sonora di Jule Styne, testi di Bob Merrill, libretto di Isobel Lennart, regia di Peter Flynn. New Amsterdam Theatre di Broadway (2002)
- Passion, colonna sonora di Stephen Sondheim, libretto di James Lapine, regia di Eric Schaeffer. Kennedy Center di Washington (2003)
- Highest Yellow, colonna sonora di Michael John LaChiusa, libretto di John Strand, regia di Eric Schaeffer. Signature Theatre di Arlington (2004)
- A Wonderful Life, colonna sonora di Joe Raposo, libretto di Sheldon Harnick, regia di Carl Andress. Shubert Theatre di Broadway (2005)
- Les Misérables, colonna sonora di Claude-Michel Schönberg, libretto di Alain Boublil e Herbert Kretzmer, regia di Trevor Nunn e John Caird. Imperial Theatre di Broadway (2007)
- Sycamore Trees, colonna sonora e libretto di Ricky Ian Gordon, regia di Tina Landau. MAX Theatre di Arlington (2010)
- Passion, colonna sonora di Stephen Sondheim, libretto di James Lapine, regia di John Doyle. Classic Stage Theatre dell'Off Broadway (2013)
- The Cradle Will Rock, colonna sonora e libretto di Marc Blitzstein, regia di Sam Gold. New York City Center di New York (2013)
- Fun Home, colonna sonora di Jeanine Tesori, libretto di Lisa Kron, regia di Sam Gold. Public Theatre dell'Off Broadway (2013), Circle in the Square Theatre di Broadway (2015)
- The Visit, colonna sonora di John Kander, libretto di Fred Ebb, regia di John Doyle. Williamstown Theatre Festival di Williamstown (2014)
- Fiddler on the Roof, colonna sonora di Jerry Bock, testi di Sheldon Harnick, libretto di Joseph Stein, regia di Bartlett Sher. Broadway Theatre  di Broadway (2016)
- Fiddler on the Roof, colonna sonora di Jerry Bock, testi di Sheldon Harnick, libretto di Joseph Stein, regia di Trevor Nunn. Menier Chocolate Factory (2018) e Piccadilly Theatre di Londra (2019)
- Assassins, colonna sonora di Stephen Sondheim, libretto di John Weidman, regia di John Doyle. Classic Stage Company dell'Off-Broadway (2021)
- I Can Get It for You Wholesale, colonna sonora di Harold Rome, libretto di Jerome Weidman, regia di Trip Cullman. Classic Stage Company dell'Off-Broadway (2023)

## Riconoscimenti
- Grammy Award
  - 2015 – Candidatura Miglior album di un musical teatrale per Fun Home
- Tony Award
  - 1987 – Candidatura Miglior attrice non protagonista in un musical per Les Misérables
  - 1988 – Candidatura Miglior attrice protagonista in un musical per Chess
  - 1994 – Candidatura Miglior attrice protagonista in un musical per She Loves Me
  - 2015 – Candidatura Miglior attrice non protagonista in un musical per Fun Home
- Drama Desk Award
  - 1987 – Candidatura Miglior attrice non protagonista in un musical per Les Misérables
  - 1987 – Candidatura Miglior attrice non protagonista in un musical per Rags
  - 1988 – Candidatura Miglior attrice in un musical per Chess
  - 2022 – Candidatura Miglior attrice non protagonista in un musical per Assassins
- Premio Laurence Olivier
  - 1989 – Candidatura Migliore attrice in un musical per Metropolis
  - 2020 – Candidatura Migliore attrice in un musical per Fiddler on the Roof
- Obie Award
  - 2001 – Miglior performance per Eli's Comin

## Doppiatrici italiane
Nelle versioni in italiano dei suoi lavori, Judy Kuhn è stata doppiata da:
- Luisa Ziliotto in Law & Order: Criminal Intent

Da doppiatrice è stata sostituita da:
- Manuela Villa in Pocahontas, Pocahontas II - Viaggio nel nuovo mondo
- Claudia Arvati in Mulan II
- Mirta Pepe in Tick, Tick... Boom!
- Naomi Rivieccio in Once Upon a Studio